# Geschichte der Araber in Osttimor

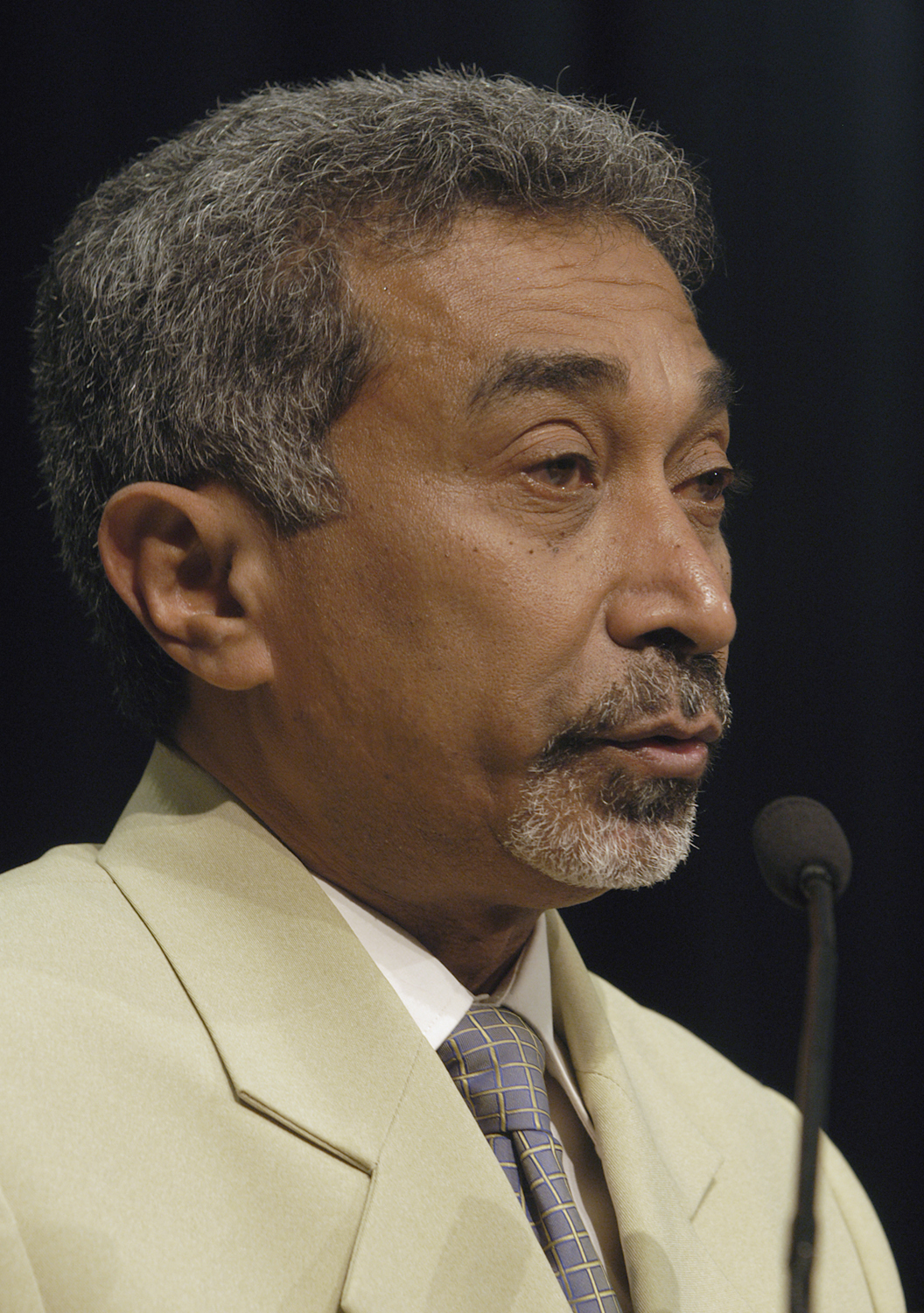
Ein Angehöriger der arabischstämmigen Bevölkerung: Premierminister Marí Bin Amude Alkatiri

Die Geschichte der Araber in Osttimor reicht bis in die vorkoloniale Zeit zurück. Neben malaiischen und chinesischen Händlern reisten auch arabische Händler nach Timor, um Sandelholz, Sklaven und Honig zu kaufen, die sie über Java und Sulawesi bis nach China und Indien exportierten.

## Die portugiesische Kolonialzeit

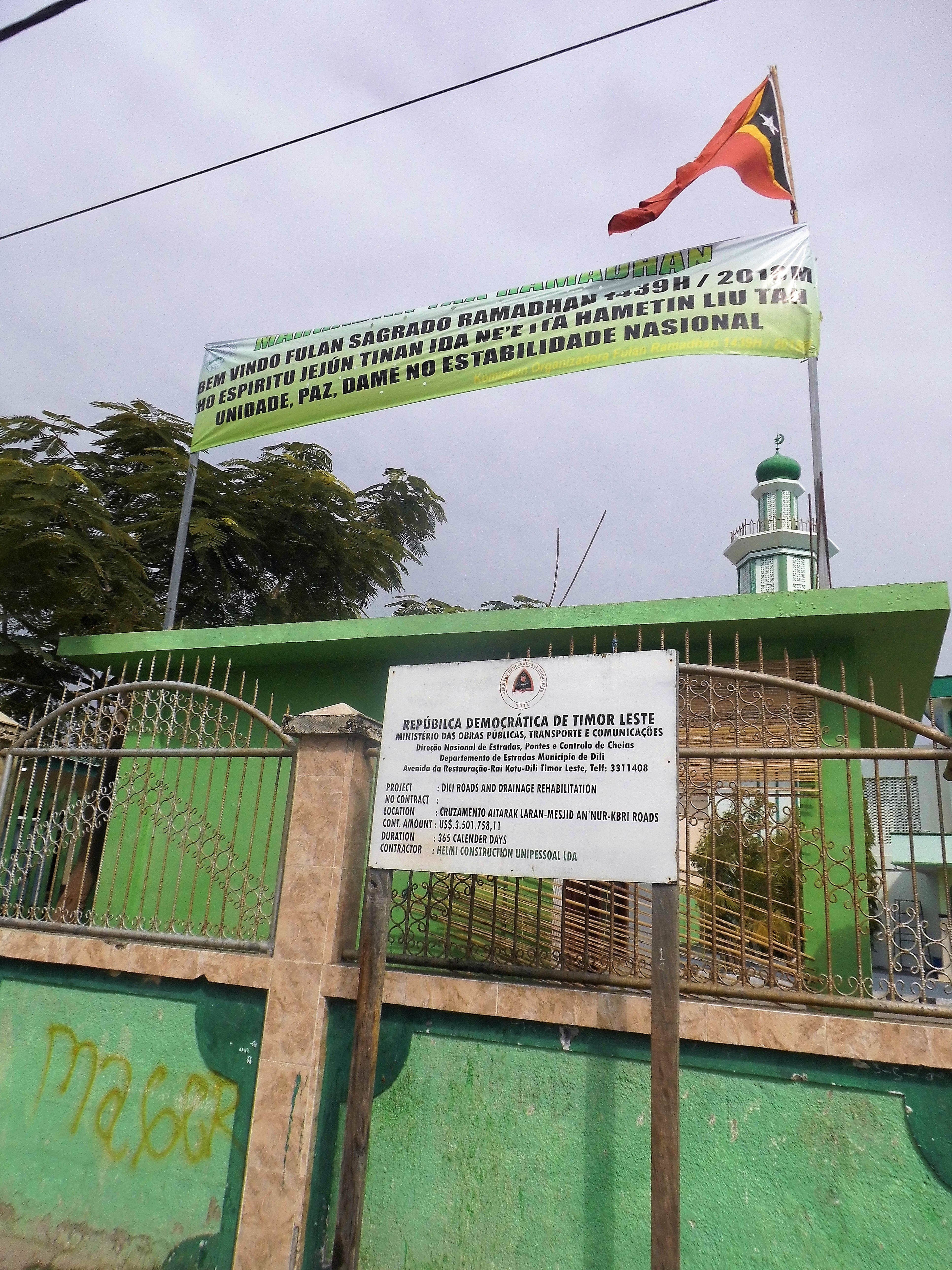
Ramadan bei der Annur-Moschee

Arabische Händler besuchten schon im Mittelalter die Inseln Südostasiens. Jemenitische Araber aus dem Hadramaut (Hadhramis) bildeten Handelsnetzwerke von der Ostküste Afrikas bis in den Malaiischen Archipel. Als es im Hadramaut zum Zusammenbruch der politischen Ordnung kam, wanderten viele Araber von dort aus und ließen sich rund um den Indischen Ozean an jenen Orten nieder, wo sie seit Jahrhunderten Handel betrieben hatten. Hier gründeten sie Schulen für religiösen und weltlichen Unterricht und hatten Einfluss nicht nur im Handel, sondern auch im Islam Südostasiens.
Ende des 19. Jahrhunderts siedelten Hadhramis, die sich bereits teilweise mit der südostasiatischen Bevölkerung vermischt hatten, auch in der Kolonie Portugiesisch-Timor. Ihre Zahl blieb aber klein. 1949 zählte die arabische Gemeinde in der Kolonie 146 Köpfe. Enge Verbindungen gab es zur arabischen Gemeinde auf der Nachbarinsel Alor. Selbst einige zum Islam Konvertierte aus Alor waren Teil der Gemeinde. Möglicherweise rührt der Name des arabischen Stadtviertels in Dili davon her: Kampung Alor (Alor-Dorf). Alternativnamen waren Kampong Arab oder Campo Mouro. Heute steht hier Osttimors größte Moschee, die Annur-Moschee. 1940 begann die arabische Minderheit mit dem Bau des ersten Moscheegebäudes in Dili. Der apostolische Administrator von Dili, Jaime Garcia Goulart, spendete dafür Ziegelsteine und besuchte später, wie auch Nachfolger von ihm, die Moschee an muslimischen Feiertagen. Seit Gouverneur Filomeno da Câmara de Melo Cabral (1911–1913) gehörte das Oberhaupt der arabischen Gemeinde, wie jener der chinesischen als Vertreter zur kommunalen Kommission von Dili. Einige Araber bekamen Posten in der Kolonialverwaltung oder wurden Chefe de Suco.
Bis in die 1970er-Jahre pflanzten die timoresischen Araber in Kampung Alor Reis an, verarbeiteten Kopra, betrieben Fischfang und Handel. Neben der Moschee entstand auch eine Koranschule, in der Arabisch unterrichtet wurde. Im Alltag sprachen sie Dili-Malaiisch und hatten auch sonst weitgehend die malaiische Kultur angenommen.
Einige Mitglieder der arabischen Gemeinde von Dili nahmen während der japanischen Besatzungszeit (1942 bis 1945) Verwaltungsposten oder Anstellungen bei der japanischen Militärpolizei (Kempeitai) an, weswegen ihnen Kollaboration vorgeworfen wird. Nach dem Krieg hatten Teile der arabischen Gemeinde Sympathien für den neuen, mehrheitlich muslimischen Nachbarstaat und der Ruf „merdeka bersama Indonesia“ (Unabhängigkeit mit Indonesien) wurde unter ihnen laut. 1957 beantragten viele Araber beim indonesischen Konsulat in Dili die indonesische Staatsbürgerschaft, worauf Portugal mit dem Angebot der portugiesischen Staatsbürgerschaft für sie reagierte. In dieser Zeit begann Indonesien gezielt nach Unterstützern unter den Arabern in Portugiesisch-Timor zu suchen.
Die pro-indonesische Partei APODETI fand in der Phase der Entkolonialisierung und vor der indonesischen Invasion 1975 viel Unterstützung unter den Arabern Osttimors, es gab aber auch führende Mitglieder der linksorientierten Unabhängigkeitspartei FRETILIN, wie Hamis Bassarewan und Marí Bin Amude Alkatiri. Bassarewan starb vermutlich 1979 im Kampf gegen die Indonesier, während Alkatiri von seinem Exil aus in Mosambik für die Unabhängigkeit Osttimors arbeitete.

## Das unabhängige Osttimor

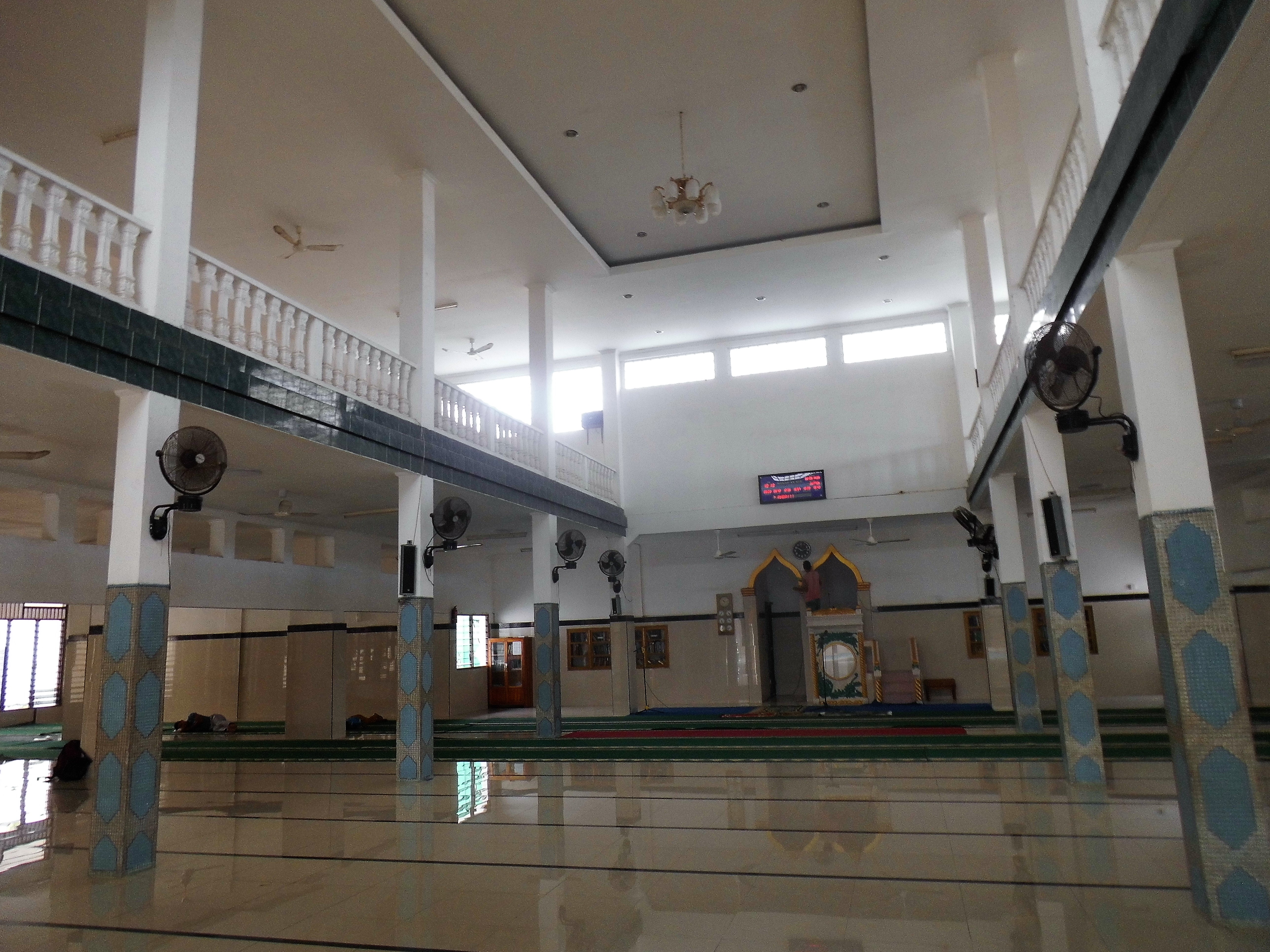
In der Annur-Moschee

Heute bilden die Araber neben eingewanderten Indonesiern die kleine muslimische Minderheit in Osttimor (landesweit etwa 0,2 %).
Marí Alkatiri wurde nach der Entlassung in die Unabhängigkeit 2002, Osttimors erster Premierminister (2002–2006, 2017–2018). 2002 wurden sein Wohnhaus und die Annur-Moschee von Demonstranten angezündet. Dilis Bischof Basílio do Nascimento bat die Muslime dafür um Entschuldigung.
Auch andere Mitglieder der Familie Alkatiri spielen im unabhängigen Osttimor wichtige Rollen.

## Belege
- Geoffrey C. Gunn: History of Timor, verfügbar vom Centro de Estudos sobre África, Ásia e América Latina, CEsA der TU-Lissabon (PDF-Datei; 805 kB).